# Raymi Sambo
 (janvier 2019).
Si vous disposez d'ouvrages ou d'articles de référence ou si vous connaissez des sites web de qualité traitant du thème abordé ici, merci de compléter l'article en donnant les références utiles à sa vérifiabilité et en les liant à la section « Notes et références ».
Pour les articles homonymes, voir Sambo (homonymie).
Raymi Sambo, né le 30 avril 1971 à Curaçao, est un acteur, réalisateur, producteur et scénariste néerlandais.

## Filmographie

### Acteur

#### Cinéma et téléfilms
- 1991-1997 : 12 steden, 13 ongelukken (nl) : Deux rôles (Marvin et Rudi)
- 1993 : Bureau Kruislaan (nl) : Parker
- 1995 : Wales Playhouse (en) : Roy
- 1996 : Baantjer : Pietje Paramari
- 1996 : Domburg : Sonny
- 1997 : All Stars (en) : Paul
- 1998 : Combat (nl) : Le soldat Wijdenbosch
- 1999-2001 : All stars: De serie (nl) : Paul
- 2002-2007 : Toen was geluk heel gewoon (nl) : Deux rôles (Harvie Graanoogst et Walter Kras)
- 2004-2006 : ZOOP (nl) : Bowey Berenger
- 2005 : Zoop in Afrika (nl) : Bowey Berenger
- 2005 : Grijpstra & de Gier (nl) : Swietie
- 2006 : Don (en) : L'arbitre du match numéro 1
- 2007 : Zoo Rangers en Amérique : Bowey Berenger
- 2010 : 6 tips om de beste voetballer van de wereld te worden : Scout
- 2010 : De Bende van Sjako (nl) : Oom Erwin
- 2010-2018 : SpangaS : Reggy Benoit
- 2011 : Flikken Maastricht : Broos
- 2011 : All Stars 2: Old Stars (nl) : Paul
- 2012 : Het was een verschrikkelijke man : Humphrey Slakman
- 2013 : Niets meer : Erik Castelijn
- 2013 : 48 minuten : Ruben
- 2013-2014 : Sophie's Web (nl) : Michael
- 2015 : Spangas in actie (nl) : Reggy Benoît
- 2015 : Time of Your Life : Dennis
- 2019 : Taiki[Quoi ?] : Karel Bouwman

### Réalisateur, producteur et scénariste
- 2013 : Niets meer (nl)
- 2013 : 48 minuten (nl)
- 2016 : Pianissimo[Quoi ?]
- 2018 : Aan Niets Overleden